# ゾース・ロンリー・ロンリー・ナイツ
ゾース・ロンリー・ロンリー・ナイツ (Those Lonely, Lonely Nights)は、ニューオーリンズ出身のR&Bギタリスト、シンガーのアール・キングが作詞作曲し、レコーディングした楽曲。

## 概要
1955年にエイス・レコードよりシングル「ベイビー・ユー・キャン・ゲット・ユア・ガン」 のB面としてリリースされた。キングにとって、スペシャルティ・レコードからの移籍後、同レーベルでの最初のシングルであった。
レーベルの社長のジョニー・ヴィンセントは、キングとヒューイ・"ピアノ"・スミスを含むバンドのメンバーをエイスが事務所を構えるミシシッピ州ジャクソンに呼び寄せ、レコーディングを行なった。最初の晩に「ゾース・ロンリー・ロンリー・ナイツ」を収録。リリースされたバージョンはギターのチューニングが狂っているが、ヴィンセントはチューニングに問題のない別バージョンもあったものの、こちらの方がヴォーカルの感情移入がよいと判断し、あえてこれを採用した。
「ゾース・ロンリー・ロンリー・ナイツ」はギター・スリムに影響を受けたシンプルな2コードのバラードであり、スミスのトレードマークとも言えるトリルを駆使したピアノがフィーチャーされている。ドクター・ジョンは、この曲を「南ルイジアナの2コード・バラードの古典」と説明してた。その後のスワンプ・ポップの原型とも言えるサウンドとなっている。
同年8月20日にビルボードのR&Bチャートに初登場し、最高位7位のヒットとなった。この年設立されたばかりのエイスにとって初のヒット・シングルとなっている。

## シングル
| 年   | 曲名                                                        | レーベル名 | レコードNo. | 最高位       | 最高位  |
| 年   | 曲名                                                        | レーベル名 | レコードNo. | 米国ポップス | 米国R&B |
| ---- | ----------------------------------------------------------- | ---------- | ----------- | ------------ | ------- |
| 1955 | A: Baby You Can Get Your Gun B: Those Lonely, Lonely Nights | Ace        | 509         | —            | — 5     |

## 参加ミュージシャン
- アール・キング Earl King - ボーカル、ギター
- ヒューイ・"ピアノ"・スミス Huey "Piano" Smith - ピアノ
- ローランド・クック Roland Cook - ベース
- ジョー・ダイソン Joe Dyson - ドラムス
- 不明 - サクソフォーン

## 主なカバー・バージョン
| 年     | アーティスト名               | 収録アルバム         |
| ------ | ---------------------------- | -------------------- |
| 1955年 | ジョニー・"ギター"・ワトソン | シングル・リリース   |
| 1959年 | デイル・ホーキンズ           | シングル・リリース   |
| 1972年 | ドクター・ジョン             | 『Dr. John's Gumbo』 |
| 1991年 | ケイティ・ウェブスター       | 『No Foolin'!』      |